# 신상우 (아이스하키 선수)
신상우(辛相佑, 1987년 12월 12일~)는 대한민국의 아이스하키 선수로 포지션은 레프트윙과 센터이다. 현재 아시아리그 아이스하키의 HL 안양 소속으로 뛰고 있다. 

## 개인사
동생인 신상훈도 아이스하키 선수이다.